# Nati nel 1349
| Questa pagina contiene informazioni ricavate automaticamente dalle voci biografiche con l'ausilio del template Bio e di un bot. L'aggiornamento è periodico e automatico e ricostruisce completamente la pagina. Se manca una persona in questa lista, sei pregato di non aggiungerla, ma accertati piuttosto che la sua voce biografica contenga il template Bio e che i dati anagrafici siano correttamente compilati. Se il template Bio manca, inseriscilo tu stesso o, in alternativa, metti l'avviso {{tmp\|Bio}} che ne segnala la mancanza. Se i dati riportati sono sbagliati, correggi direttamente la voce biografica; le modifiche saranno visibili in questa lista entro pochi giorni. Per chiarimenti vedi il progetto biografie. La lista contiene solo le 10 persone che sono citate nell'enciclopedia e per le quali è stato implementato correttamente il template Bio. Pagina aggiornata al 13 gen 2025. |

- 9 settembre - Alberto III d'Asburgo, nobile († 1395)
- 10 settembre - Nicola da Forca Palena, religioso italiano († 1449)
- Dante II Alighieri, nobile italiano
- Smil Flaška di Pardubice, poeta e politico ceco († 1403)
- Giovanni del Portogallo, nobile portoghese († 1397)
- Maria Angelina Ducena Paleologa, nobile serba († 1394)
- Francesco III Ordelaffi, nobile († 1405)
- Jacopo Paladini, arcivescovo cattolico italiano († 1417)
- Owain Glyndŵr, nobile e militare gallese
- Alberico da Barbiano, condottiero italiano († 1409)